# Muzo
Muzo is een gemeente in het Colombiaanse departement Boyacá. De gemeente telt 9834 inwoners (2005).